# Varicopeza crystallina
Varicopeza crystallina là một loài ốc biển, là động vật thân mềm chân bụng sống ở biển thuộc họ Cerithiidae.

## Miêu tả
Chiều dài vỏ lớn nhất được ghi lại là 19 mm.

## Môi trường sống
Độ sâu lớn nhất được ghi lại là 11 m. Độ sâu lớn nhất ghi nhận được là 1605 m.